# Ослепление лётчиков лазерами
Ослепле́ние лётчиков ла́зерами (ла́зерное хулига́нство) — признанное во многих государствах противоправным действие, при котором злоумышленники, находящиеся близ аэропортов, используя лазерные указки большой мощности (от 500 до 1000 милливатт), слепят пилотов взлетающих или приземляющихся самолётов, мешая им тем самым нормально завершить манёвр.
Росавиация отмечает большую опасность таких выходок для пассажиров и экипажей самолётов:

Это страшно тем, что при ослеплении человек в течение нескольких секунд теряет пространственное положение… Это влияет на безопасность полёта.— начальник межрегионального управления Росавиации по организации воздушного движения и авиационно-космического поиска и спасения в ЮФО и СКФО Владимир Исаев.

## Распространённость явления
Лазерное хулиганство с начала 1990-х гг. (первоначально — как единичные инциденты) фиксировалось практически во всех развитых странах мира: США, Германии, Канаде, Великобритании, Греции, Израиле, Швейцарии и т. д.
Таким образом, масштабы лазерного хулиганства в США (где, собственно, и был совершён первый акт лазерного хулиганства) в последние годы приобрели угрожающий размах: в 2010 году зафиксировано 2836 случаев, а за первое полугодие 2011 года отмечено уже 1100 инцидентов. При этом атакам чаще всего подвергаются аэропорты Лос-Анджелеса, Финикса, Сан-Хосе и Лас-Вегаса.
В Российской Федерации первый зафиксированный случай лазерного хулиганства относится к 2002 году, однако с 2010—2011 гг. Росавиация отмечает резкий взлёт числа инцидентов: если в 2010 г. их было зарегистрировано 5, то за первое полугодие 2011 года — уже 30.
Опасность от явления усиливается с каждым годом ещё и потому, что мощность лазерных лучей, направляемых хулиганами, неуклонно возрастает, а гражданские лазерные устройства (по крайней мере, в России) остаются общедоступными и относительно дешёвыми.

## Меры борьбы с лазерным хулиганством
- На начало июля 2011 года в России не было законодательной базы, которая позволила бы привлекать к ответственности за подобное хулиганство[9].
- В начале июля 2011 года Глава Чеченской Республики Рамзан Кадыров запретил продажу лазерных указок в республике[10].
- Правительство Узбекистана запретило ввоз и продажу лазерных указателей[11].
- В ряде стран данное деяние может повлечь за собой уголовную ответственность. Так, в 2015 году житель США был приговорён к тюремному заключению на 21 месяц за кратковременное ослепление лётчика полицейского вертолёта лазерной указкой[12]. В 2017 году в Германии за аналогичные действия 22-летний житель Германии был осужден на полтора года тюрьмы[13].
- Всё более многочисленные «лазерные инциденты» вызывают в России, Канаде, США и Великобритании требования ограничить или запретить лазерные указки. Уже сейчас в Новом Южном Уэльсе предусмотрен штраф за обладание лазерной указкой, а за «лазерное нападение» — срок лишения свободы до 14 лет.
- Использование лазерных указок запрещено правилами безопасности на футбольных стадионах ФИФА[14]. Одним из примеров применения этого запрета стал штраф в 50 000 швейцарских франков, наложенный на Алжирскую федерацию футбола  за направление болельщиками лазерной указки на вратаря сборной России Игоря Акинфеева и другие нарушения в матче Алжир — Россия  на ЧМ-2014[15]

## Защита зрения от лазерного излучения
Жёлтые очки – защита от ультрафиолетовых, фиолетовых и синих лазеров с длиной волны 190 – 473нм.
Зелёные очки – защита от инфракрасных, красных лазеров с длиной волны 635-1064нм.
Красные очки – защита от зелёных лазеров с длиной волны 515-532нм.